# Seleção Guianense de Futebol
A Seleção Guianense de Futebol representa a Guiana nas competições de futebol da FIFA.

## História
A Guiana teoricamente deveria estar fazendo as eliminatórias para a Copa do Mundo junto com as seleções da América do Sul, cuja representante é a CONMEBOL, mas é representada pela CONCACAF, que representa os países da América Central, América do Norte e Caribe.
A Copa do Caribe nunca foi vencida pela Seleção da Guiana, tendo como melhor desempenho nessa competição um quarto lugar em 1991, perdendo para a Seleção de Santa Lúcia por 4 a 1, e depois disso não conseguiu ficar entre os quatro melhores, e em 2007 foi a primeira do seu grupo.
O desempenho da Seleção da Guiana na Eliminatórias da Copa do Mundo de Futebol de 2010 foi desastroso para os "Jaguares": perdeu para a Seleção do Suriname no dia 14 de junho de 2008 em Paramaribo por 1 a 0, e no segundo jogo que foi acontecido em Georgetown no dia 22 de junho de 2008, perdeu por 2 a 1, e assim não conseguiu a classificação para a fase de grupos. Em 2019, disputou pela primeira vez a Copa Ouro da CONCACAF, onde o técnico jamaicano Michael Johnson (ex-zagueiro de Derby County, Birmingham City e Notts County, que também defendeu a seleção de seu país entre 1999 e 2003) convocou 12 jogadores de origem inglesa, 3 canadenses (Jordan Dover, Emery Welshman e Quillan Roberts), um norte-americano (Brandon Beresford) e um holandês (Terell Ondaan), enquanto os outros 5 atletas nasceram em território guianense.
Num grupo com Estados Unidos, Panamá e Trinidad e Tobago, a Guiana caiu na primeira fase após um empate e 2 derrotas, ficando em 13º lugar na classificação geral.

## Copa do Mundo
- 1930 a 1974 - não entrou.
- 1978 a 1998 - não se qualificou.
- 2002 - suspenso pela FIFA.
- 2006 a 2022 - não se qualificou.

## Copa Ouro
- 1991 a 1996 - não se qualificou.
- 1998 - não entrou.
- 2000 a 2003 - não se qualificou.
- 2005 - desistiu.
- 2007 a 2017 - não se qualificou.
- 2019 - fase de grupos.
- 2021 - não se qualificou.

## Copa do Caribe
- 1991 - 4º lugar.
- 1992 a 1999 - não se qualificou.
- 2001 - não se qualificou.
- 2005 - não se qualificou.
- 2007 - 1ª fase.
- 2008 - não se qualificou.
- 2010 - 1ª fase.
- 2012 a 2017 - não se qualificou.

## Principais jogadores
- Nigel Codrington
- J.P. Rodrigues
- Shawn Beveney
- Neil Danns
- Daniel Wilson
- Charles Pollard

## Treinadores
| - Mervyn Wilson (1988) - Gordon Braithwaite (1991–1992) - Mervyn Wilson (1993–1994) - Earl O'Neal (1996) - Deryck White (1998) - Joseph Wilson (2000–2002) - Neider dos Santos (2002–2004) - Jamaal Shabazz (2005–2009) | - Wayne Dover (2009–2010) - Jamaal Shabazz (2011–2012) - Denzil Thompson (2014) - Jamaal Shabazz (2015–2016) - Wayne Dover (2017) - Michael Johnson (2018–2019) - Márcio Máximo (2019–2021) - Jamaal Shabazz (2021–presente) |